# Antonio Passy
Antonio Passy, de nombre real Antonio Eduardo Rafael Rizzo Di Monferrato Casasola (Cartagena, 21 de junio de 1931 - Palencia, 29 de julio de 2015) fue un actor español que desarrolló una gran carrera en España y México.

## Biografía
Nació en Cartagena,  en la Región de Murcia, España. Hijo de Ángel Rizzo y Bayona y Aurora Cassola. Durante la guerra civil española Antonio, sus padres y sus dos hermanos mayores, Ángel y Luis, salieron de Murcia y recorrieron diversas ciudades españolas hasta que salieron del país y llegaron a Marsella, Francia. Durante la Segunda Guerra Mundial, cuando las tropas alemanas ocuparon Francia, la familia huyó a México donde finalmente se establecieron. 
En México Antonio se aficionó a las artes y al teatro de origen francés. Debutó como actor a los 15 años en el grupo teatral Les comediéns de France dirigido por André Moreau. Destacó como actor de teatro bajo las órdenes de célebres figuras como Dagoberto de Cervantes, Charles Rooner y Salvador Novo, con quien estrenó en México la célebre obra Esperando a Godot de Samuel Beckett, al lado de otro grande del teatro, Carlos Ancira. Un año antes hizo su debut como director en las obras Sobre el daño que hace el tabaco y El médico a la fuerza.
En 1961 Passy fue nombrado como director de la Compañía de Repertorio de Bellas Artes. En 1963, Passy dirige la Compañía de Teatro Independiente de México, que representa a México en el Festival de Teatro de las Naciones que se celebra en París, Francia, estrenando el 19 de abril de ese año las obras Los fantoches de Carlos Solórzano y La hora de todos de Juan José Arreola. La compañía estaba integrada por destacados actores como Magda Guzmán, Susana Alexander, Emilia Carranza, Carlos Riquelme, Mario Orea y Héctor Godoy.
En cine participó en la película El juicio de Martín Cortés de Alejandro Galindo, en 1974. Passy también intervino en varias telenovelas en México, como Maximiliano y Carlota, El ruiseñor mexicano (sobre la vida de la cantante Ángela Peralta) y El carruaje donde interpretó a Napoleón III. Participó en la telenovela Los miserables de Víctor Hugo donde interpretó a Javert y en el teleteatro Cuento de Navidad de Charles Dickens, en donde interpretó al avaro Scrooge. En 1975 participó en la telenovela Paloma producida por Ernesto Alonso donde interpretó el papel de Sarabia. Al terminar las grabaciones Passy retornó a su país natal donde continuó con su carrera, participando en la serie Fortunata y Jacinta de 1980, producida por TVE y compartiendo créditos con la cantante Ana Belén y Francisco Rabal. Después participó en películas como Carlota, amor es veneno de 1981 al lado de la primera actriz mexicana Silvia Pinal, y en la película de Pedro Almodóvar Matador de 1986 al lado de Assumpta Serna y la futura estrella Antonio Banderas.
Incursiona en el doblaje mexicano, en el que fue más activo en las décadas de 1950 y 1960. Es conocido por ser la voz recurrente del Dr. Alfred Bellows en Mi bella genio, del teniente Philip Gerard en El fugitivo y del general Kirk en El túnel del tiempo, reemplazando a Rafael Llamas, otro actor español que fue la voz base de esos personajes, y también por haber tenido una labor destacada en la compañía CINSA. 
En cuanto a su vida personal, Passy estuvo casado dos veces. Su segunda esposa fue la actriz y modelo Claire Walmeé.

## Filmografía en doblaje

### Series de TV
- Mi Bella Genio - Dr. Alfred Bellows (Hayden Rorke) (5.ª temporada)
- El fugitivo - Teniente Philip Gerard (Barry Morse) (una de las voces)
- El túnel del tiempo - General Kirk (Whit Bissell) (2.ª voz)
- Viaje al fondo del mar - Doctor (Richard Bull) (2.ª voz)
- Daktari - Hedley (Hedley Mattingly)

Personajes episódicos
- El Gran Chaparral - varios - episodio 10 - Dave Gore / Cantinero
- Hechizada - Sr. Shelley (Charles Irving) (un capítulo)
- Batman - Benedico -episodios 47 y 48
- Los invasores - Voces adicionales

### Películas
- Abbott y Costello en La Legión Extranjera - Sgto. Axmann (1950)
- Batman - Comodoro Schmidlapp (Reginald Denny) (1966)
- Doctor Zhivago - Alexander "Sasha" Gromeko -Ralph Richardson-1965
- Willy Wonka y su fábrica de chocolate -reportero - 1971

## Filmografía en México
- Paloma (Telenovela, 1975) .... Sarabia
- Cuento de Navidad (Teleteatro, 1974) .... Scrooge
- El juicio de Martín Cortés (Película 1974)
- Los miserables (Telenovela, 1973) .... Javert
- El carruaje (Telenovela, 1972) .... Napoleón III
- Maximiliano y Carlota (Telenovela, 1965)
- Don Bosco (Telenovela, 1961)
- Cadenas de amor (Telenovela, 1959)
- El águila negra en "El vengador solitario" (Película, 1954)

## Filmografía en España
- Brigada central (Serie de TV, 1989) .... Policía francés #1 (episodio "Vistas al mar")
- Amanece, que no es poco (Película, 1989) .... Garcinuño
- Matar al Nani (Película, 1988) .... Camarero del club
- Divinas palabras (Película, 1987)
- A los cuatro vientos (Película, 1987)
- Pasos largos (Película, 1986) .... Cura
- Matador (Película, 1986) .... Otorrino
- Los pazos de Ulloa (Serie de TV, 1985) .... Notario
- La huella del crimen: El caso del cadáver descuartizado (Serie de TV, 1985) .... Tertuliano
- La máscara negra (Serie de TV, 1982) .... Grassier (episodio "Un baile de máscaras")
- Carlota: Amor es... veneno (Película, 1981) .... Fred
- Unos granujas decentes (Película, 1980)
- Fortunata y Jacinta (Serie de TV, 1980) .... Torquemada
- ¡Qué verde era mi duque! (Película, 1980) .... Hombre del Banco
- Las verdes praderas (Película, 1979)
- Cinco tenedores (Película, 1979) .... Mauricio
- Cabo de vara (Película, 1978)
- El sacerdote (Película, 1978)
- Las truchas (Película, 1978) .... Camarero
- Oro rojo (Película, 1978)
- Teatro Club (Serie de TV, 1977) .... El Mandil (episodio "El pájaro solitario")
- Camada negra (Película, 1977) .... Director del coro
- El monosabio (Película, 1977)
- Colorín colorado (Película, 1976)

## Teatro
Como actor:
- Tal día como hoy
- Rinocerontes
- El alcalde de Zalamea
- Esperando a Godot
- Médico a la fuerza
- La torre sobre el gallinero
- Sobre el daño que hace el tabaco
- El viejo celoso
- La jaula de las locas
- El hombre de La Mancha
- Cuauhtémoc

Como director:
- Rinocerontes
- Los fantoches
- La hora de todos
- Médico a la fuerza
- Sobre el daño que hace el tabaco
- El viejo celoso